# تایرن دیویس
تایرن دیویس (انگلیسی: Tyrone Davis؛ ۴ مهٔ ۱۹۳۸ – ۹ فوریهٔ ۲۰۰۵) یک موسیقی‌دان اهل ایالات متحده آمریکا بود.